# José de Freitas Maia
José de Freitas Maia (Iturama, 8 de junho de 1963) é um advogado e político brasileiro do estado de Minas Gerais. Atualmente exerce o cargo de deputado estadual.